# 遠隔作用
遠隔作用（えんかくさよう、英語: action at a distance, nonlocal interaction ）あるいは遠隔作用論とは、物体が空間を隔てて直接力を及ぼす、とする描像・とらえ方・仮説。非接触力。遠隔作用論では、物体の間の力は、物体の間の距離がどれほど離れていても瞬時に伝わる、と考える。対となる概念は近接作用（論）。

## 概要
ニュートン力学などにおいて、遠隔作用で力を説明すると、近接作用とは異なり、力の伝播自体の速度を考えないでよいので、物体同士の相互作用は位置にしかよらず、速度に依存しない事を意味するが、これは万有引力による位置エネルギーなどのポテンシャルエネルギーが、位置の関数で表せるのと同じである。この事は、ある慣性系と、それに対して等速度に移動する基準系で、ともに同じ運動方程式を保つという相対性原理から直接知ることができる。
ニュートン以前の力学では、<<力>>というのは物体が接触することで働く、とする近接作用による説明が主流であった。
例えば、「重力は一体どのような原理で働くのか？」という問いは、17世紀のヨーロッパの自然哲学者たち（現代で言うところの自然科学者たち）の頭を悩ませていたが、ヨーロッパ大陸で活動していたルネ・デカルトは近接作用論の一種である渦動説によって重力を説明しようとした。それに対してイギリスのアイザック・ニュートンは、ルネ・デカルトの渦動説の説明には無理がある、と判断し、万有引力という考え方（宇宙のあらゆる質点（物体）が、互いに引き合う力を及ぼしあっており、その力は質点の間の距離がどれほど離れていても瞬時に伝わる、とする考え方の理論）を構築し、それを彼が構築した力学体系（その後の人々が「ニュートン力学」と呼ぶことになったもの）を解説した『自然哲学の数学的諸原理』（1687年刊、つまり17世紀後半）において発表した。このニュートンの「万有引力」は遠隔作用論である。
ニュートンが『自然哲学の数学的諸原理』において解説した力学体系と万有引力理論によって、人々はさまざまな物体や天体の運動を数値を用いてかなり正確に分析しまた予想することができるようになった。そして当時の学者たちによって熱狂的に支持されることになった（そして、自然哲学の中から近代の自然科学が誕生することになった（科学革命））。
ただしニュートン自身は遠隔作用に満足していた訳ではない。ニュートンは、リチャード・ベントレーへの手紙でこう述べている。
物質ではない他の何かの仲介なくして、生きていない物質が互いに接触することなく作用し、影響を及ぼすとは考えられません……重力が物質に本来備わっている性質であって、物体が他のものの媒介なしに、作用と力が伝達されることで、真空を通じて別の物に遠隔で作用するということは、私にとって非常に不条理であり、哲学的問題を考察する能力に優れた人なら誰もそのような考えに陥ることはないと信じています。重力は、常に特定の法則に従って作用するエージェントによって引き起こされるに違いありません。しかし、このエージェントが物質であるか否かについて、私は読者の考えるところに任せました。
—アイザック・ニュートン、ベントレーへの手紙、1693年

ニュートンは重力の原因として非物質的な存在や、神の遍在を考えていたとされる。
18世紀を通して、自然科学者の間ではニュートン力学が圧倒的な権威を認められており、重力や静電気力などは遠隔点にある物体同士が作用によって直接結ばれているとする遠隔作用論によって説明がなされた。ほとんどすべての自然科学者たちが遠隔作用論を前提とした理論体系でものごとを見て分析していた、といっても過言ではない。
ところが、その後19世紀に入って、電磁誘導などの現象が知られるようになった。当時の科学者たちは、（ある意味、当然のことながら）ニュートン力学流の遠隔作用論で電磁気現象や電磁誘導などを説明しようとしたのだが、その試みはいろいろあったものの、いずれもうまくゆかなかった。
マイケル・ファラデーは、遠隔作用論を用いる代わりに、<<場>> という概念（理論的枠組み）によって電磁気現象を説明する案を提唱した。そしてジェームズ・クラーク・マクスウェルがファラデーのアイデアを取り入れた電磁気理論を構築した。このマクスウェル理論をオリヴァー・ヘヴィサイドがベクトル解析の形式に書き直し理論体系を完成させた。この理論体系は、現代では「古典的電磁気学」と呼ばれる。だがマクスウェルの理論体系とニュートン力学の体系との間には形式的に（決定的な）隔たり（矛盾）が生じており、それをどうしたら解決できるのか？ということについて当時の科学者（物理学者）らは頭を悩ませることになった。アルベルト・アインシュタインが特殊相対性理論続いて一般相対性理論を発表（1915年～1916年発表）し、科学者によって広く受け入れられることになったが、アインシュタインの相対性理論では、電磁気力は（そして重力も）場の理論を用いた近接作用の立場で説明されていた。こうしてニュートン流の遠隔作用による説明は（第一線の物理学からは）消えてゆくことになった。
ただし、現代でも学生が高校の段階でまず学ぶのは遠隔作用論を採用している古典力学（ニュートン力学）であり、また遠隔作用を採用した考え方やモデルや数式で分析や予測をすることは広く行われている。なお、近接作用論で物体間の距離による遅延があらわになるような場合、遠隔作用論は誤った結論を導く（あるいは補正のための新たな概念を要する）。近接作用論においては、力の伝播速度に対して距離が十分に小さい場合は遠隔作用論と近接作用論の結論は近似する（なお距離が「無視できるほど小さい」場合だけしか遠隔作用論と近接作用論の結論は一致しない）。
なお、20世紀半ばには量子力学が勃興し、物理学は相対性理論の段階のさらに先に進み、変革してゆくことになったわけだが、やがて、量子のエンタングル状態は非局所的に（量子間の距離を一気に飛び越えて）そして非作用的に相関する、ということが理解されるようになった（量子もつれ）。